# Шуазёль-Гуфье
Шуазёль-Гуфье (фр. Choiseul-Gouffier) — старинный графский род.
Род Шуазёль — один из древнейших и знаменитейших во Франции. Родоначальник его Райнер де Шуазёль, владел обширным феодальным леном Шуазёль в графстве Лангрском, в 1060 году. Впоследствии фамилия Шуазёль разделилась на множество ветвей, из них главных было девять; к концу XIX в. существовали три: графы Шуазёль-Гуфье, графы Шуазёль-д’Айлькур и герцоги Шуазёль-Прален.
Род Гуфье — старинный и знаменитый во французских летописях, восходит к первой половине четырнадцатого века и угас в конце XVIII века. Одна из ветвей этой фамилии была возведена в графское достоинство Генрихом II в 1554 году, а от Карла IX в 1564 году получила титул маркизов.
Дочь последнего маркиза Гуфье вышла в 1771 году за юного дипломата, графа Мари-Габриэля де Шуазёля-Бопрё (1752—1817), который до революции служил французским посланником в Константинополе, собирая и описывая греческие древности. В 1791 г. Шуазёль, сменивший фамилию на Шуазёль-Гуфье, выехал в Россию, где был назначен Павлом I президентом академии художеств. Павел I также пожаловал ему земли в Литве, приносящие доход значительно больший, нежели его прежние владения во Франции. После прихода к власти Наполеона вернулся во Францию.
Потомки графа осели в Литве, сын Антоний Людвиг Октавий Шуазёль-Гуфье (1773—1840) женился на графине Виктории Станиславовне Потоцкой (1780—1826), вторым браком — на Софии Тизенгаузен (1790—1878), будучи в России фрейлиной, она оставила интересные воспоминания о времени Александра I; внук, Эдуард Октав (Октавиевич) де Шуазель-Гуфье (1802—1827), полковник л.-гв. Гусарского полка — на княжне Варваре Григорьевне Голицыной; внучка — Матильда Октавовна Шуазель-Гуфье (в зам. Кудашева; 1806—1867) — бабка русского религиозного философа Н. А. Бердяева; правнучка Мария Сергеевна Кудашева (1827—1901) — мать Сергея Андреевича Подолинского.
Род графов Шуазёль-Гуфье записан в V часть родословной книги Ковенской губернии.

## Описание герба
по Долгорукову
Голубое поле разделено на четыре части двумя широкими золотыми полосами, одною горизонтальною и одною перпендикулярною. В 1-й и во 2-й частях по пяти, а в 3-й и 4-й частях по четыре золотых гонта (фр. billetes) — герб Шуазёлей.
В центре малый золотой щиток с тремя двойными чёрными узкими поясами (герб Гуфье). Графы Шуазёль-Гуфье покрывают щит графской короной, а весь герб французской пэрской мантией (горностаевой на голубом подбое и с золотыми кистями), и пэрской шапкой, голубого цвета, с тремя белыми перьями.